# Unión Ibero-Americana
La Unión Ibero-Americana (UIA) fue una asociación española destacada dentro del ámbito del hispanoamericanismo.

## Historia

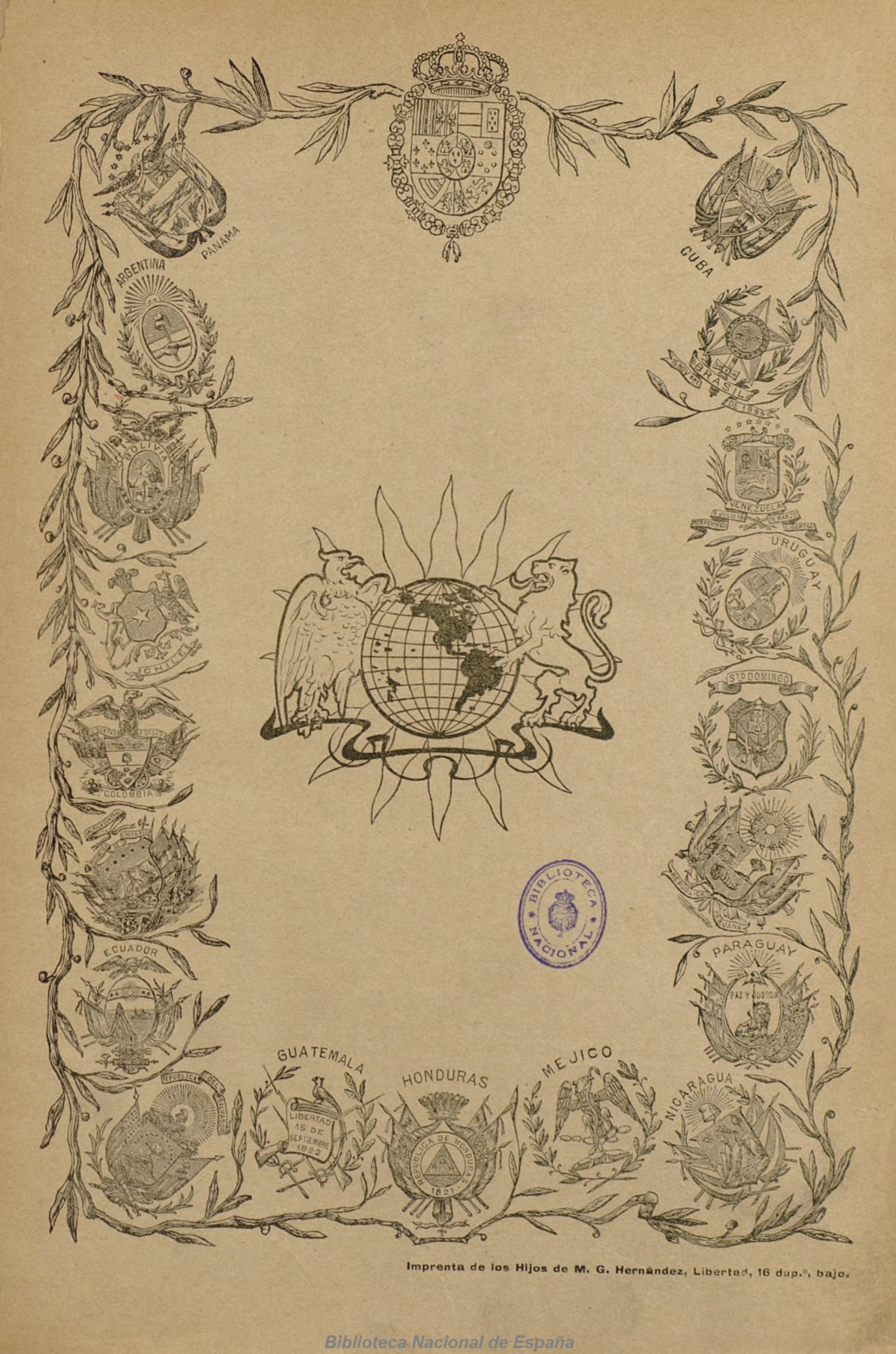
Heráldica Iberoamericana. c. 1906, (Biblioteca Nacional de España).

Fundada el 25 de enero de 1885, fue presidida inicialmente por Mariano Cancio Villaamil. Cancio Villaamil fue sucedido en 1894 por Faustino Rodríguez San Pedro ejerciendo este último la presidencia hasta 1920.
La UIA obtuvo la consideración de «Sociedad de Fomento y Utilidad Pública» en 1890. En sus estatutos se apuntaba como propósito de la organización «estrechar las relaciones sociales, económicas, científicas, literarias y artísticas de España, Portugal y las naciones americanas». Acabaron siendo fusionadas en la asociación otras entidades similares como la Unión Hispano-Americana y la Asociación Hispano-Americana. Buscó objetivos para alcanzar tanto una mayor unión económica como una cultural. Durante la dictadura de Primo de Rivera, tras la fusión con la Asociación Hispanoamericana y la entrada de los miembros de esta en la directiva se agudizó el sesgo conservador de la asociación. En situación de crisis durante la Segunda República, con una buena parte de los afiliados mostrándose proclives a apoyar la monarquía, la guerra civil trajo el fin de la asociación.
La Unión Ibero-Americana, que publicaba la revista homónima, tenía su sede en Madrid, en el número 10 de la calle de Recoletos.

## Presidentes
- Mariano Cancio Villaamil (1885-1894)[3]
- Faustino Rodríguez San Pedro (1894-1920)[3]
- Juan Armada y Losada (1920-1926)[11]
- Jacobo Fitz-James Stuart y Falcó (1926-1932)[11]
- Antonio Goicoechea Cosculluela (1932-c.1933)[12]
- Gregorio Marañón (1933)[12]
- José Casares Gil (c. 1934-)[12]